# Heidersdorf
Heidersdorf es un municipio situado en el distrito de Erzgebirge, en el estado federado de Sajonia (Alemania). Tiene una población estimada, a mediados de 2023, de 759 habitantes.